# ScienceSoft
ScienceSoft to międzynarodowa firma IT zajmująca się kompleksową obsługą firm, doradztwem informatycznym oraz tworzeniem oprogramowania.
Działa na terenie Stanów Zjednoczonych Ameryki, w regionie Zatoki Perskiej, a także w Europie. Firma świadczy usługi w kluczowych sektorach, takich jak opieka zdrowotna, BFSI (bankowość, usługi finansowe i ubezpieczenia), produkcja przemysłowa oraz sprzedaż detaliczna.
Główna siedziba ScienceSoft znajduje się w McKinney w stanie Teksas w USA.

## Historia

### Początki
Firma wywodzi się z NILIM Cooperative (Laboratorium Naukowo-Badawcze Nowatorskich Maszyn), którą w 1989 roku założył naukowiec Valery Tsurikov.
W 1992 roku Tsurikov wyjechał do Stanów Zjednoczonych Ameryki i tam zapoczątkował nowy oddział Invention Machine. Na początku XX w. Invention Machine zostało kupione przez spółkę aukcyjną IHS.
Firma ScienceSoft rozpoczęła swoją działalność w 1996 roku, w celu kontynuowania rozwoju technologicznego NILIM Cooperative.
W 2002 roku ScienceSoft zaczęło oferować kompleksową obsługę firm zewnętrznych w zakresie usług IT na zlecenie. W 2004 roku firma ostatecznie oddzieliła się od Invention Machine.

### Rozwój firmy
W 2006 roku ScienceSoft dołączyło do stowarzyszenia National Outsourcing Association działającego w Wielkiej Brytanii. W latach 2006–2011 firma uczestniczyła w opracowywaniu TSIEM/TSOM z International Business Machines Corporation (IBM), z którą nawiązała partnerstwo strategiczne.
W 2007 roku ScienceSoft dołączyło do Oracle PartnerNetwork.
W 2008 roku ScienceSoft wprowadziło System Zarządzania Jakością w firmie, który został potwierdzony certyfikatem ISO 9001.
W tym samym roku firma dołączyła do Microsoft Partner Network.
W 2010 roku ScienceSoft otworzyło pierwszy oddział w Europie w Vantaa w Finlandii.
W 2016 roku firma stworzyła autorskie narzędzie (aplikację) QLEAN dla IBM QRadar SIEM, a także dołączyła do społeczności IBM Security App Exchange.
W 2017 roku ScienceSoft nawiązało współpracę z Magento i ServiceNow.
W 2019 roku firma dołączła do UN Global Compact (Organizacji Narodów Zjednoczonych Global Compact).
W 2020 rok ScienceSoft otworzyło swój oddział w regionie Zatoki Perskiej w Fujairah w Zjednoczonych Emiratach Arabskich, oraz oddział w Rydze na Łotwie.
W 2021 roku ScienceSoft otworzyło swój drugi oddział w USA w Atlancie w Georgia.
W 2022 roku w czerwcu ScienceSoft otworzyło oddział w Warszawie w Polsce.
Funkcję Prezesa polskiego oddziału sprawuje Boris Shiklo.

## Działalność
ScienceSoft współpracuje z firmami z 71 krajów. Realizuje projekty dla firm takich jak Walmart, eBay, NASA JPL, PerkinElmer, Baxter, IBM, Leo Burnett, Viber, Nestle, T-Mobile, Ford.
ScienceSoft ma oddziały w Ameryce Północnej w USA:
- McKinney (Texas)
- Atlanta (Georgia)

w Europie:
- Ryga (Łotwa)
- Vantaa (Finlandia)
- Wilno (Litwa)
- Warszawa (Polska)

oraz jeden oddział w Zatoce Perskiej:
- Fujairah (Zjednoczone Emiraty Arabskie)[18][19]

## Nagrody i wyróżnienia
- 2018 — przyznanie przez Better Business Bureau rangi A+ za prowadzoną działalność[20]
- 2019 — nagroda CV Magazine Corporate Excellence Award za ’’Najbardziej innowacyjną firmę w 2019 roku specjalizującą się w tworzeniu oprogramowania” w USA[21]
- 2020 — wyróżnienie Global Outsourcing 100 Award List, według International Association of Outsourcing Professionals (IAOP)[22]
- 2020 — uzyskanie statusu Select Tier Services Partner, od Amazon Web Services (AWS)[23]

- 2021 —  tytuł finalisty w IBM Beacon Award for Outstanding Security Solution za stworzenie QLEAN App Suite[24]
- 2021 — wyróżnienie Global Outsourcing 100 Award List według International Association of Outsourcing Professionals (IAOP)[25]
- 2022 — miejsce na liście “Najszybciej rozwijających się firm amerykańskich”, według Financial Times[26]
- 2022 — wyróżnienie od Microsoft za doświadczenie w Intranetach Biznesowych SharePoint[27]